# Cleistanthus peninsularis
Cleistanthus peninsularis là một loài thực vật có hoa trong họ Diệp hạ châu. Loài này được Airy Shaw & B.Hyland mô tả khoa học đầu tiên năm 1980.